# Edsbro socken
Edsbro socken i Uppland ingick i Närdinghundra härad, ingår sedan 1971 i Norrtälje kommun och motsvarar från 2016 Edsbro distrikt.
Socknens areal är 105,71 kvadratkilometer, varav 99,00 land. År 2000 fanns här 1 254 invånare.  Orten Smara samt tätorten och kyrkbyn Edsbro med sockenkyrkan Edsbro kyrka ligger i socknen.  

## Administrativ historik
Socknen har medeltida ursprung. 
Vid kommunreformen 1862 övergick socknens ansvar för de kyrkliga frågorna till Edsbro församling och för de borgerliga frågorna till Edsbro landskommun. Landskommunen inkorporerades 1952 i Knutby landskommun som upplöstes 1971 då denna del uppgick i Norrtälje kommun.  Församlingen uppgick 2010 i Edsbro-Ununge församling.
1 januari 2016 inrättades distriktet Edsbro, med samma omfattning som församlingen hade 1999/2000.  
Socknen har tillhört län, fögderier, tingslag och domsagor enligt vad som beskrivs i artikeln Närdinghundra härad. De indelta soldaterna tillhörde Livregementets dragonkår, Roslags skvadron. De indelta båtsmännen tillhörde Norra Roslags 2:a båtsmanskompani.

## Geografi
Edsbro socken ligger nordväst om Norrtälje med sjön Sottern i väster och kring Skeboåns övre lopp. Socknen är en sjörik skogsbygd med inslag av odlingsbygd i ådalarna. 
Genom socknen löper länsvägarna 282 samt 280.

## Fornlämningar
Från bronsåldern finns spridda gravrösen. Från järnåldern finns 700 gravar och sex fornborgar, där Lundboborg är känd. I socknen finns det även hyttruiner efter en masugn

## Namnet
Namnet skrevs 1287 Hæsabro och innehåller äsar, 'åsbor' och bro vilket ger tolkningen 'åsbornas bro'.  Edsbro kyrka är byggd på Åsby ägor och är belägen vid en bro där åsen genombryts av en å.